# شهرستان تونگشان
شهرستان تونگشان (به لاتین: Tongshan County) یک شهرستان‌های جمهوری خلق چین در چین است که در شیانینگ واقع شده‌است.